# Fabrizio Ruffo
Fabrizio Dionigi Ruffo dei duchi di Bagnara e Baranello (San Lucido, 16 settembre 1744 – Napoli, 13 dicembre 1827) è stato un cardinale, politico e generale italiano, famoso per aver fondato e comandato l'Esercito della Santa Fede, principale arma anti-giacobina che segnò la fine della Repubblica napoletana del 1799.

## Biografia

### Gli anni alla Curia romana
Ruffo nacque nel castello di San Lucido, una località della Calabria Citeriore, all'epoca parte del Regno di Napoli (attualmente in provincia di Cosenza), il 16 settembre del 1744, figlio secondogenito di Litterio Ruffo (1704-1772), secondo duca di Baranello (appartenente ad un ramo collaterale dei Ruffo di Calabria, quello dei duchi di Bagnara), e della sua seconda moglie, la nobildonna lucana Giustiniana Colonna, principessa di Spinoso e marchesa di Guardia Perticara (appartenente invece ad un ramo collaterale, trapiantatosi in Basilicata, dell'antico casato romano dei Colonna, quello dei Colonna Romano). 
Trasferitosi da giovane a Roma, intraprese la carriera ecclesiastica dal 1748 e compì i propri studi al Collegio Clementino per poi passare all'Università La Sapienza dove ottenne il dottorato in utroque iure il 19 settembre 1767, completando poi il proprio praticantato in legge sotto gli avvocati Antonio Bucci ed Antonio Maria Gasparri, coi quali collaborò per un breve periodo di tempo. Grazie agli appoggi dello zio, il cardinale Tommaso Ruffo (allora decano del Sacro Collegio) e di papa Pio VI (di cui era stato allievo) divenne dapprima prelato domestico del Papa nel maggio del 1764 e poi entrò nella prelatura romana come referendario dei tribunali della Signatura Apostolica di Grazia e Giustizia il 17 settembre 1767. Dall'agosto del 1775 divenne abate commendatario dell'abbazia di San Filippo d'Argiro, nella diocesi di Gerace, e dal gennaio del 1781 passò al titolo di chierico della Camera Apostolica, rimpiazzando un parente, Tiberio Ruffo. Divenne in seguito tesoriere generale della stessa Camera Apostolica (14 febbraio 1785), occupando tale posto per più di dieci anni assieme all'incarico di prefetto di Castel Sant'Angelo e commissario delle fortificazioni marittime dello Stato Pontificio. Guadagnandosi la piena fiducia del papa, egli dimostrò notevoli capacità amministrative e si assunse le responsabilità principali della politica di riforma finanziaria, fiscale ed economica invocata da Pio VI. A tal proposito è bene ricordare che fu suo il provvedimento delle "dogane ai confini di Stato" (1786).

### Un cardinalato "costretto"
Per l'equità dei suoi provvedimenti fiscali si inimicò l'aristocrazia romana, che fece pressioni sul pontefice. Nel 1791 Pio VI, cedendo alle pressioni, destituì l'allora monsignor Fabrizio Ruffo dal prestigioso incarico, prospettandogli il cardinalato come ringraziamento ed apprezzamento per il lavoro svolto.
Ed infatti, divenuto cardinale del titolo di Sant'Angelo in Pescheria il 21 febbraio 1794, venne ammesso quale membro delle sacre congregazioni per il Buon Governo e delle Acque e si occupò pertanto dell'amministrazione dei terreni dell'Agro Romano nella quale diede prova di inusuale capacità e, nel quadro di chiusura che caratterizzava lo Stato della Chiesa in quel periodo, di apertura verso le moderne teorie sociali ed economiche. Tra le varie costruzioni da lui patrocinate vi è la bella chiesa del Crocifisso a Fiumicino. Venne ammesso poi anche nelle congregazioni di Loreto. Protettore dell'Ordine dei Minimi di San Francesco di Paola, del Conservatorio della Divina Provvidenza, di Ripetta, ottenne tale incarico anche da parte di organizzazioni religiose laiche quali l'Arciconfraternita dello Spirito Santo del Regno delle Due Sicilie e quella del Santissimo Sacramento di sede a Roma presso la basilica di Santa Maria in Cosmedin. Divenne protettore della Confraternita di Santa Maria di Costantinopoli e del Nobile Collegio dei Fabbricatori dei Drappi di Lana, nonché della città di Orte.
Per la grande popolarità che continuava a circondarlo anche come cardinale, Fabrizio Ruffo ottenne la dispensa dal papa per non aver ancora ricevuto gli ordini minori che ottenne poi il 13 gennaio 1795 assieme al suddiaconato ed al diaconato.

### L'Esercito della Santa Fede
Nello stesso anno, però, amareggiato dall'ostilità crescente nei propri confronti, decise di lasciare Roma e tornare nel Regno di Napoli, ponendosi al servizio di re Ferdinando IV di Borbone, che gli dimostrò subito profonda stima, tanto da nominarlo "Soprintendente dei Reali Dominii di Caserta" e della colonia manifatturiera di San Leucio. Ottenne nel contempo anche la commenda dell'Abbazia di Santa Sofia a Benevento.
Nel gennaio 1799 il Regno di Napoli cadde in seguito all'improvvida spedizione borbonica volta a liberare Roma dai francesi. Essi, acquartierati qualche decina di km lontano da Roma, lasciarono che i borbonici entrassero in città.
Dopodiché scatenarono l'offensiva. I borbonici, sorpresi, si diedero alla ritirata con i francesi alle calcagna. L'inseguimento finì a Napoli, dove fu creata la Repubblica Napoletana e fu innalzato l'albero della libertà. La corte di Ferdinando IV si mise in salvo a Palermo.
Ruffo si mosse in difesa della religione e del sovrano legittimo. Di sua iniziativa si diresse a Palermo per domandare al Re uomini e navi per riconquistare il Regno. Stese un programma che consegnò alla Corona. In esso si legge:
Ricevuto il titolo di "Comandante Generale" del Re, Ruffo ottenne una nave e sette uomini. Salpò da Palermo e sbarcò l'8 febbraio in Calabria, la sua terra natale. I primi centri di raccolta dei volontari furono Scilla e Bagnara, suoi feudi. Schiere di contadini risposero all'appello, fino a raggiungere il numero di 25.000 uomini abili alle armi. Ruffo chiamò il suo esercito Armata Cristiana e Reale (oggi conosciuto come Esercito della Santa Fede). L'Armata di Ruffo conquistò Crotone, poi iniziò la risalita della penisola che la portò dapprima in Basilicata, poi in Puglia (ad Altamura e Modugno) e infine nel Principato Ultra. Alla testa del suo esercito, Ruffo partecipò alle operazioni della Seconda coalizione antifrancese per la conquista di Napoli, che si conclusero vittoriosamente il 15 giugno 1799. Poco dopo egli procedette alla creazione e alla nomina dei componenti della Giunta di stato, al fine di scoprire e giudicare i rei di lesa maestà commessi dai ribelli municipalisti filo-francesi.
Il Ruffo era probabilmente il favorito del re; ciononostante, alcune fonti attendibili (le Memorie di Domenico Sacchinelli e in particolare la corrispondenza tra il sovrano e il cardinale) inducono a ritenere che Fabrizio Ruffo volesse mettere sul trono il fratello Francesco Ruffo. Il re, durante il suo soggiorno in Sicilia temeva ciò e chiese a Ruffo di mandare il fratello in Sicilia per offrirgli alcune posizioni di prestigio. Si noti anche che, quando nel 1806 i sovrani furono costretti a fuggire nuovamente a Palermo e gli chiesero di "ripetere la crociata", Ruffo si rifiutò adducendo la scusa che "quelle imprese si possono fare una volta sola".
La regina, al contrario del re, considerava il cardinale inaffidabile e gli preferiva l'ammiraglio inglese Horatio Nelson. Nell'avvicinarsi sempre più a Napoli, Ruffo aveva ricevuto più volte degli ordini scritti da parte della corte di Palermo in cui lo si diffidava dal concedere patti onorevoli di resa. Ma il cardinale, com'era nel suo stile, decise di avanzare comunque una proposta di pacificazione generale. Iniziò delle trattative volte a sottoscrivere una capitolazione prima che arrivassero espliciti ordini contrari. Così facendo cercò - nei limiti del possibile - di attenuare le prevedibili sofferenze dei giacobini concedendo loro di optare per la fuga, imbarcandosi o seguendo le guarnigioni francesi che avevano già abbandonato la città.
Il 24 giugno l'ammiraglio Nelson giunse in rada. Il giorno dopo, quando i primi giacobini stavano già aspettando il momento di imbarcarsi, l'ammiraglio inglese fece sapere che il patto era "infame" e che non ne avrebbe permesso l'esecuzione. Il cardinale Ruffo venne praticamente esautorato dal comando. Un ufficiale inglese, quindi, decise la sorte dei prigionieri napoletani: furono consegnati alla giustizia borbonica e 124 di essi furono giustiziati.

### Il ritorno alla Santa Sede ed il ruolo nel Regno di Napoli
Dopo la conquista di Napoli, il Ruffo aveva deciso di inviare delle compagnie, con a capo il generale Gian Battista Rodio, nella Repubblica romana. Fu il primo atto dell'invasione dello stato repubblicano. Caduta anche la Repubblica romana, Ruffo si recò nell'Urbe per cambiare il proprio titolo con quello di Santa Maria in Cosmedin, l'11 agosto 1800. Nel 1801, dopo aver dato le proprie dimissioni da vicario generale del re di Napoli, fu per breve tempo ministro di Napoli a Roma per poi accettare il governo di Giuseppe Bonaparte nel napoletano. Nel settembre del 1805 fece ritorno a Napoli intenzionato a lasciare Roma dopo l'invasione napoleonica e dopo l'occupazione del regno da parte delle truppe francesi cercò rifugio dapprima ad Amelia, in Umbria, e poi si ricongiunse con re Ferdinando IV e la sua corte a Palermo il quale lo nominò suo ambasciatore a Parigi presso Napoleone, presenziando poi al matrimonio tra l'imperatore francese e l'arciduchessa Maria Luisa d'Austria il 2 aprile 1810: in virtù di quest'ultimo gesto, egli fu uno dei "cardinali rossi" (ovvero coloro che non vennero puniti dall'imperatore ed ai quali venne concesso di continuare a vestire l'abito rosso cardinalizio). Acquisita fiducia anche presso il Bonaparte fece parte di una commissione di cardinali (tra cui spiccavano anche Aurelio Roverella e Giuseppe Doria) designata dall'imperatore per comporre un breve che riportasse i decreti del Concilio di Parigi del 20 settembre 1811, persuadendo poi lo stesso Pio VII in prigionìa a Savona a controfirmare tale atto. Per tale scopo ricevette la gran croce della Legion d'Onore.
Nel maggio del 1814 rientrò a Roma ove venne ricevuto con freddezza dalla popolazione e dal collegio cardinalizio e pertanto decise di tornare a Napoli ove prese residenza stabile. Papa Pio VII, comprendendo i frangenti che lo avevano mosso ad agire in tal modo coi francesi, lo richiamò a Roma e lo nominò sovrintendente dell'Annona e della Grascia (ramo della burocrazia romana, parallelo all'Annona, che amministrava l'approvvigionamento di carni, grassi e olio) l'8 febbraio 1815 e dal 10 maggio 1817 divenne gran priore dell'Ordine di Malta per lo Stato Pontificio. Camerlengo del Sacro Collegio dei Cardinali, rimase in carica dal 29 marzo 1819 al 21 febbraio 1820, anno in cui venne nominato prefetto della Congregazione delle Acque, delle Paludi Pontine e delle Chiane. Nel marzo del 1821 fece ritorno a Napoli che era funestata da rivolte contro le truppe austriache occupanti. Il 27 giugno 1821 a Roma optò per la diaconia di Santa Maria in Via Lata e venne nominato cardinale protodiacono. Durante le turbolenze dei moti carbonari, egli venne nominato dal re di Napoli quale membro del consiglio del governo provvisorio e rimase poi quale consigliere del sovrano anche dopo la restaurazione del pieno potere borbonico. Nell'agosto del 1823 prese parte al conclave che elesse Leone XII e sul finire di quello stesso anno tornò nuovamente a Napoli.
Morì a Napoli il 13 dicembre 1827 e venne sepolto nella cappella della sua famiglia, dedicata a Santa Caterina d'Alessandria, nella basilica di San Domenico Maggiore a Napoli.

## Ascendenza
|                                                       |                           |                                           | Genitori                                                    |  |  | Nonni |  |  | Bisnonni                         |  |  | Trisnonni                           |  |
|                                                       |                           |                                           |                                                             |  |  |       |  |  | Carlo Ruffo, III duca di Bagnara |  |  | Francesco Ruffo, II duca di Bagnara |  |
|                                                       |                           |                                           |                                                             |  |  |       |  |  | Carlo Ruffo, III duca di Bagnara |  |  | Francesco Ruffo, II duca di Bagnara |  |
|                                                       |                           | Guiomara Ruffo di Santa Severina          |                                                             |  |  |       |  |  | Carlo Ruffo, III duca di Bagnara |  |  |                                     |  |
| Paolo Ruffo, I duca di Baranello                      |                           |                                           |                                                             |  |  |       |  |  | Carlo Ruffo, III duca di Bagnara |  |  |                                     |  |
|                                                       |                           | Adriana Caracciolo Pisquizi               | Giambattista Caracciolo Pisquizi, III duca di Celenza       |  |  |       |  |  |                                  |  |  |                                     |  |
|                                                       |                           | Adriana Caracciolo Pisquizi               | Giambattista Caracciolo Pisquizi, III duca di Celenza       |  |  |       |  |  |                                  |  |  |                                     |  |
|                                                       |                           | Adriana Caracciolo Pisquizi               | Lucrezia d'Avalos d'Aquino d'Aragona                        |  |  |       |  |  |                                  |  |  |                                     |  |
| Letterio Ruffo, II duca di Baranello                  |                           | Adriana Caracciolo Pisquizi               |                                                             |  |  |       |  |  |                                  |  |  |                                     |  |
|                                                       |                           | Placido Ruffo, II principe della Scaletta | Antonio Ruffo, I principe della Scaletta                    |  |  |       |  |  |                                  |  |  |                                     |  |
|                                                       |                           | Placido Ruffo, II principe della Scaletta | Antonio Ruffo, I principe della Scaletta                    |  |  |       |  |  |                                  |  |  |                                     |  |
|                                                       |                           | Placido Ruffo, II principe della Scaletta | Alfonsina Gotho, baronessa della Floresta                   |  |  |       |  |  |                                  |  |  |                                     |  |
| Alfonsina Ruffo della Scaletta                        |                           | Placido Ruffo, II principe della Scaletta |                                                             |  |  |       |  |  |                                  |  |  |                                     |  |
|                                                       |                           | Vincenza La Rocca                         | Giovanni La Rocca, principe di Alcontres                    |  |  |       |  |  |                                  |  |  |                                     |  |
|                                                       |                           | Vincenza La Rocca                         | Giovanni La Rocca, principe di Alcontres                    |  |  |       |  |  |                                  |  |  |                                     |  |
|                                                       |                           | Vincenza La Rocca                         | Caterina Gantes                                             |  |  |       |  |  |                                  |  |  |                                     |  |
| Fabrizio Ruffo                                        |                           | Vincenza La Rocca                         |                                                             |  |  |       |  |  |                                  |  |  |                                     |  |
|                                                       | Pompeo Colonna di Spinoso | Pompeo Colonna, I marchese di Altavilla   |                                                             |  |  |       |  |  |                                  |  |  |                                     |  |
|                                                       | Pompeo Colonna di Spinoso | Pompeo Colonna, I marchese di Altavilla   |                                                             |  |  |       |  |  |                                  |  |  |                                     |  |
|                                                       | Pompeo Colonna di Spinoso | Giovanna Barile                           |                                                             |  |  |       |  |  |                                  |  |  |                                     |  |
| Giuseppe Colonna Romano, II principe di Spinoso       | Pompeo Colonna di Spinoso |                                           |                                                             |  |  |       |  |  |                                  |  |  |                                     |  |
|                                                       |                           | Vittoria Barile, I principessa di Spinoso | Antonio Barile, III duca di Caivano                         |  |  |       |  |  |                                  |  |  |                                     |  |
|                                                       |                           | Vittoria Barile, I principessa di Spinoso | Antonio Barile, III duca di Caivano                         |  |  |       |  |  |                                  |  |  |                                     |  |
|                                                       |                           | Vittoria Barile, I principessa di Spinoso | Ippolita di Somma                                           |  |  |       |  |  |                                  |  |  |                                     |  |
| Giustiniana Colonna Romano, IV principessa di Spinoso |                           | Vittoria Barile, I principessa di Spinoso |                                                             |  |  |       |  |  |                                  |  |  |                                     |  |
|                                                       |                           | Antonio Capece Minutolo                   | Fabrizio Capece Minutolo                                    |  |  |       |  |  |                                  |  |  |                                     |  |
|                                                       |                           | Antonio Capece Minutolo                   | Fabrizio Capece Minutolo                                    |  |  |       |  |  |                                  |  |  |                                     |  |
|                                                       |                           | Antonio Capece Minutolo                   | Cecilia Capece                                              |  |  |       |  |  |                                  |  |  |                                     |  |
| Caterina Capece Minutolo                              |                           | Antonio Capece Minutolo                   |                                                             |  |  |       |  |  |                                  |  |  |                                     |  |
|                                                       |                           | Giustiniana Pinelli                       | Cosimo Pinelli, IV duca d'Acerenza                          |  |  |       |  |  |                                  |  |  |                                     |  |
|                                                       |                           | Giustiniana Pinelli                       | Cosimo Pinelli, IV duca d'Acerenza                          |  |  |       |  |  |                                  |  |  |                                     |  |
|                                                       |                           | Giustiniana Pinelli                       | Anna Maria Ravaschieri Fieschi, III principessa di Belmonte |  |  |       |  |  |                                  |  |  |                                     |  |
|                                                       |                           | Giustiniana Pinelli                       |                                                             |  |  |       |  |  |                                  |  |  |                                     |  |

## Stemma
| Immagine | Blasonatura |
| -------- | --- |
| \| \|    | Cardinale Troncato cuneato d'argento e di nero. Lo scudo, accollato a una croce astile patriarcale d'oro, posta in palo, è timbrato da un cappello con cordoni e nappe di rosso. Le nappe, in numero di trenta, sono disposte quindici per parte, in cinque ordini di 1, 2, 3, 4, 5. |
|          | |